# Sergiolus songi
Sergiolus songi är en spindelart som beskrevs av Xu 1991. Sergiolus songi ingår i släktet Sergiolus och familjen plattbuksspindlar. Inga underarter finns listade i Catalogue of Life.